# Hiroki Yamamoto
Hiroki Yamamoto (山本 大貴 Yamamoto Hiroki?, nacido el 15 de noviembre de 1991 en Uto, Kumamoto) es un futbolista japonés que se desempeña como delantero.

## Trayectoria

### Clubes
| Club                         | País  | Año         |
| ---------------------------- | ----- | ----------- |
| Vegalta Sendai               | Japón | 2014 - 2015 |
| Matsumoto Yamaga FC (cedido) | Japón | 2014        |
| Matsumoto Yamaga FC          | Japón | 2016 -      |
| Fagiano Okayama (cedido)     | Japón | 2019 - 2020 |

## Estadística de carrera

### J. League
| Club                | Año   | J. League | J. League | Copa J. League | Copa J. League | Total | Total |
| Club                | Año   | Part.     | Goles     | Part.          | Goles          | Part. | Goles |
| ------------------- | ----- | --------- | --------- | -------------- | -------------- | ----- | ----- |
| Vegalta Sendai      | 2014  | 2         | 0         | 2              | 0              | 4     | 0     |
| Matsumoto Yamaga FC | 2014  | 26        | 7         | -              | -              | 26    | 7     |
| Vegalta Sendai      | 2015  | 15        | 1         | 3              | 0              | 18    | 1     |
| Matsumoto Yamaga FC | 2016  | 37        | 5         | -              | -              | 37    | 5     |
| Matsumoto Yamaga FC | 2017  | 31        | 3         | -              | -              | 31    | 3     |
| Total               | Total | 111       | 16        | 5              | 0              | 116   | 16    |